# Anandana
Anandana ist ein Arrondissement im Departement Donga in Benin. Es ist eine Verwaltungseinheit, die der Gerichtsbarkeit der Kommune Copargo untersteht. Gemäß der Volkszählung von 2013 hatte Anandana 10.784 Einwohner, davon waren 5494 männlich und 5290 weiblich.
Die Grenze zum westlich gelegenen Nachbarland Togo ist nicht weit entfernt.